# مانوئل بگلاریان
مانوئل کاراپتی بگلاریان (ارمنی: Մանվել Կարապետի Բեգլարյան؛ زاده ۳۰ نوامبر ۱۹۲۲ - درگذشته ۱۹ نوامبر ۲۰۰۲) آهنگساز و رهبر ارکستر اهل ارمنستان بود.

## زندگی‌نامه
وی در ۳۰ نوامبر ۱۹۲۲ در تفلیس در به دنیا آمد و از کنسرواتوار دولتی کومیتاس ایروان و کالج دولتی موسیقی رومانوس ملیکیان فارغ‌التحصیل گشت. وی همچنین برنده جوایزی همچون چهره هنری شایسته ارمنستان شوروی شد. وی در ۱۹ نوامبر ۲۰۰۲ در سن ۷۹ سالگی در ایروان درگذشت.

## نگارخانه

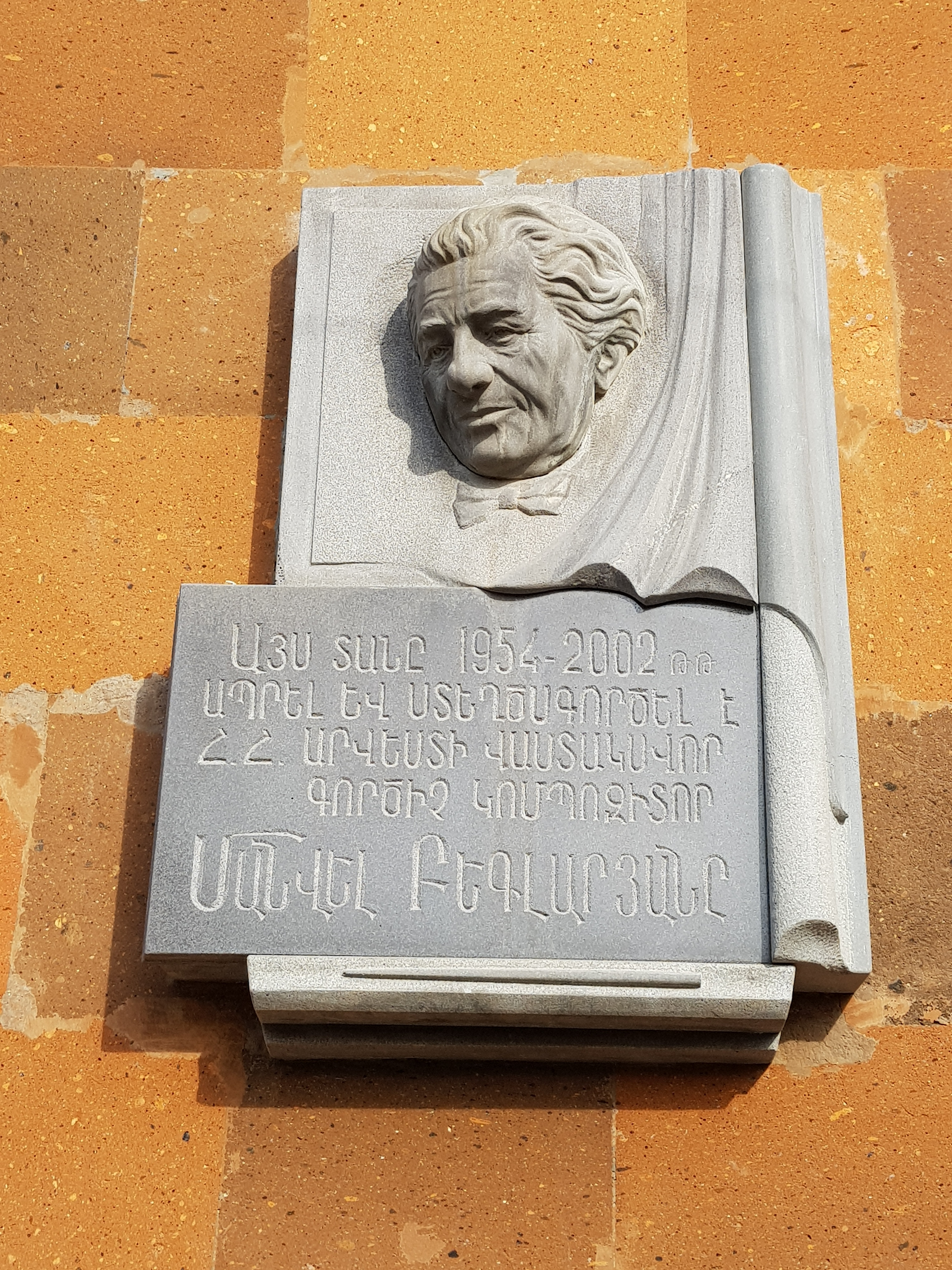